# Masoch Fund

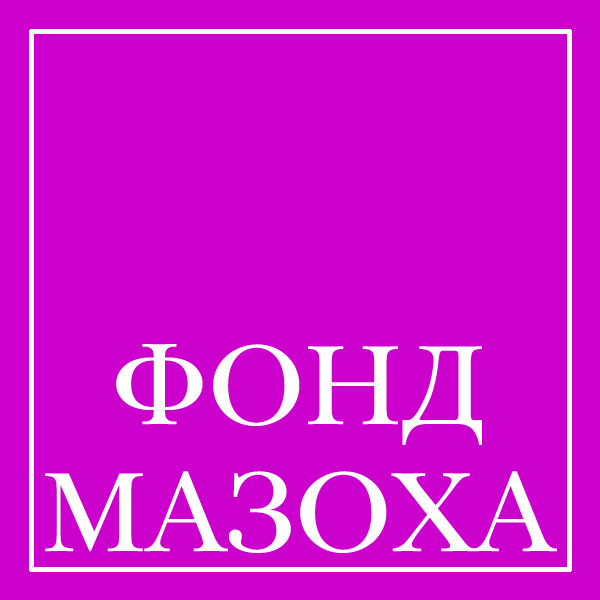
Logo von Masoch Fund

Der Masoch Fund ist eine ukrainische Künstlergruppe, die 1991 von Roman Wiktjuk, Ihor Podoltschak und Ihor Djurytsch in Lwiw gegründet wurde.

## Geschichte
Die Gruppe ist nach dem Schriftsteller Leopold von Sacher-Masoch benannt. Damit stellen die Künstler einen Bezug zu den Randbereichen der Kultur und Gesellschaft her und betonen zugleich die Regionalität, denn Sacher-Masoch wurde ebenfalls in Lwiw geboren.
Der Zusammenschluss des Masoch Funds fällt in eine Zeit der Ukraine, die nach dem Zusammenbruch der UdSSR einen komplexen Wandel von semantischen und wirtschaftlichen Modellen durchliefen. Der kontinuierliche Wandel der Eliten sowie die Einführung eines oligarchischen Kapitalismus führten zu einer Wende, auch in der zeitgenössischen Kunst, vor allem was den Blick auf das Politische in der Kunst anbelangt. Seit dem Bruch mit dem sozialistischen Realismus seit den 1980er Jahren kam es in der ukrainischen Kunst zu einer Rezeption der Postmoderne, wobei vor allem der Nihilismus, ein radikaler Zynismus sowie Kritik und Ironie zentrale Charakteristika sind. Die ukrainischen Künstler setzten sich mit neuen Formen der künstlerischen Praxis auseinander, die im Westen bereits etabliert waren, z. B. Videokunst, Performance oder Installationskunst.
Von 2006 bis 2010 gehörte zum Masoch Fund eine Tochtergesellschaft der Produktionsfirma MF Films, die die Filme Las Meninas und Delirium produzierte.

## Ästhetik
Die künstlerische Praxis des Masoch Funds sind mit der Tradition des europäischen Aktionismus sowie der relationalen Ästhetik von Nicolas Bourriaud verbunden. Ihr ideologisches Prinzip lautet: „Ästhetik kontra Ethik“. Die Kunstwerke des Masoch Funds sind häufig stark provokativ. Damit offenbaren und kritisieren die Künstler die fetischistische Mentalität der modernen Gesellschaft und testen zugleich die institutionellen Grenzen der zeitgenössischen Kunst.
Thematisch beschäftigen sich die Künstler mit sozialen, politischen und wirtschaftlichen Aspekten der ukrainischen Gesellschaft. Im Gegensatz zu Aktionskünstlern wie Marina Abramović oder die Wiener Aktionisten, deren Werke ebenso provokativ angelegt sind, betont der Masoch Fund die aktive Rolle des Publikums. In dieser Hinsicht lassen sich die Werke mit den Arbeiten des slowenischen Künstlerkollektivs IRWIN, der dänischen Künstlergruppe Superflex oder den Künstlern Swetlana Heger und Plamen Dejanov vergleichen.

## Werke (Auswahl)

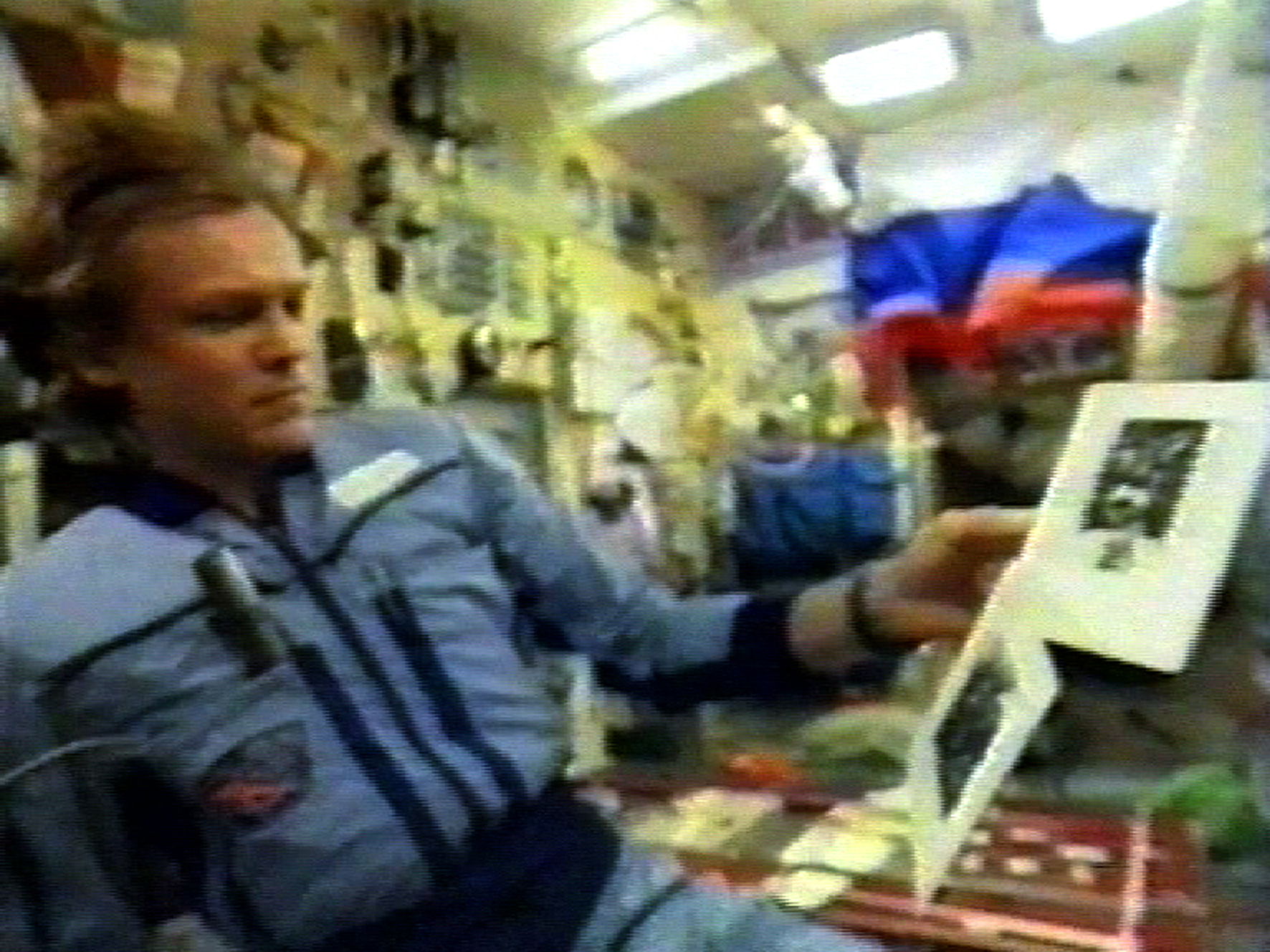
Art in Space, 1993, PinchukArtCentre, Kiew.

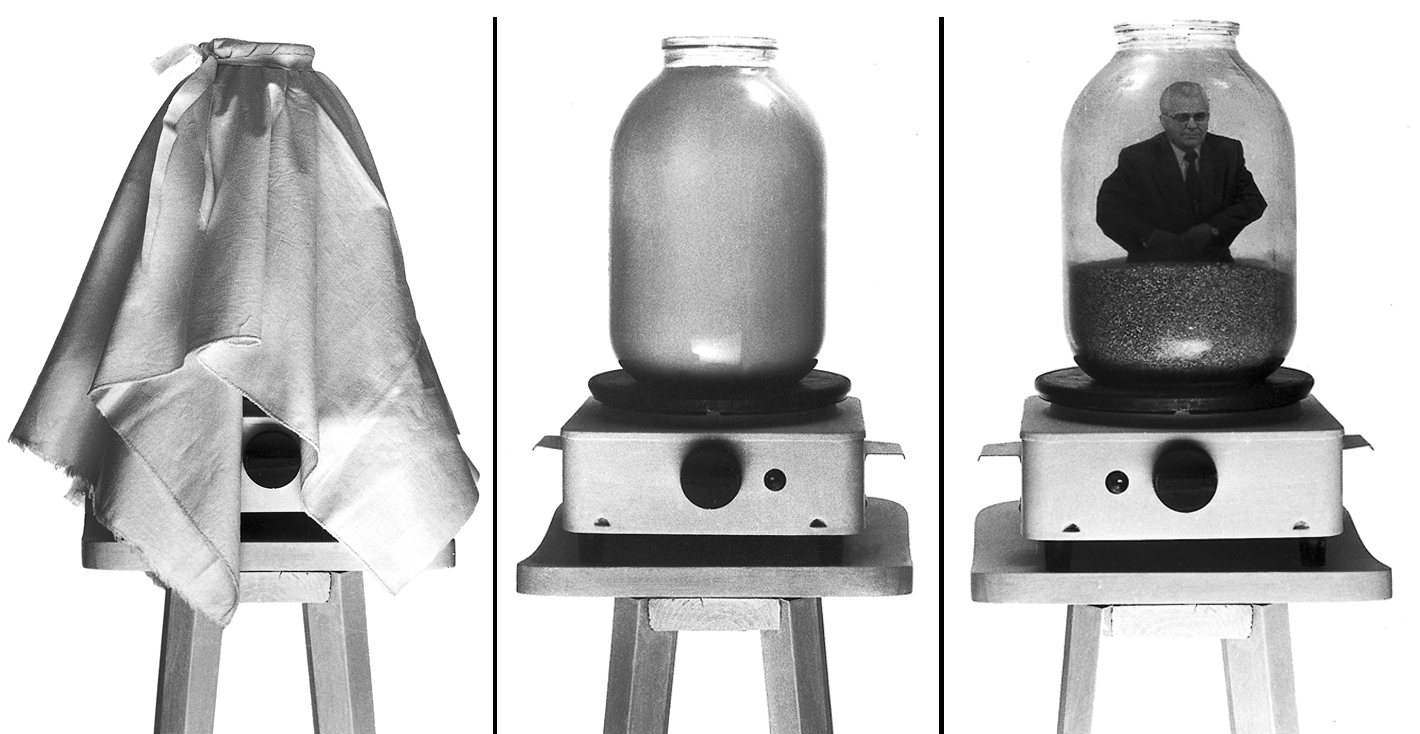
Masoleum for the President, 1994

### Art in Space(1993)
Das Kunstwerk Art in Space bestand aus zwei Teilen. Für den ersten Teil organisierte der Masoch Fund eine Einzelausstellung von Ihor Podoltschak am 25. Januar 1993 an Bord der Raumstation Mir. Dieses Projekt wurde auf einem 5-minütigen Video dokumentiert, auf dem auch die russischen Astronauten Sergej Awdejew und Anatoli Solowjow zu sehen sind. Gezeigt wurden in der Ausstellung unter anderem die Werke Untitled (1990) und The Look Through (1991). Für den zweiten Teil wurde Podoltschaks Kunstbuch Jakob Böhme zur Raumstation geschickt, um es anschließend in die Erdumlaufbahn zu bringen. Das Buch sollte nach Vorstellung der Künstler zu dem ersten „ARTificial“ Satelliten der Erde werden. Technische Probleme auf der Raumstation verhinderten allerdings die Realisierung dieses Vorhabens.
Mit Art in Space erkundeten die Künstler die Präsentation der Kunst außerhalb des kulturellen Kontextes. Das Projekt stellte zudem die erste Kunstausstellung im Weltraum dar.

### Mausoleum for the President(1994)
Das Kunstwerk Mausoleum for the President bestand aus einem Gefäß, das Schmalz und Schweineschwarten beinhaltete und auf einer elektrischen Heizplatte stand. Im Gefäß befand sich ein Foto des ersten Präsidenten der Ukraine, Leonid Krawtschuk. Wenn die Heizplatte eingeschaltet wurde, schmolz das Schmalz, wurde durchsichtig und enthüllte das konservierte Bild des Präsidenten. Das Kunstwerk wurde vor den Präsidentschaftswahlen fertiggestellt und verkündete die Befreiung des ukrainischen Volkes bzw. die Erlangung der Unabhängigkeit der Ukraine. Die Künstler verstanden das Thema des Mausoleums als eine Provokation, die historische Parallelen und politische Spekulationen enthielt. Sie spielte mit dem Fett als künstlerisches Medium (als eine Referenz auf Joseph Beuys), dem Fett und Schmalz als ukrainische Totems sowie eine Reflexion auf das Leben an sich (indem ein Körper wie eine Wurst konserviert wird).
Die Performance, bei der das Werk enthüllt wurde, fand vor dem Nationalen Kunstmuseum der Ukraine statt, wobei Podotschak zusätzlich eine Rede hielt.
Mausoleum for the President ist insofern eine Weiterführung von Art in Space, da die Künstler ein hyperkontextuelles Werk erschufen, ein Werk mit maximaler Bedeutung und Symbolik, was im Gegensatz zu Art in Space steht, bei dem es ein gänzliches Fehlen eines kulturellen Kontextes gab. Die Künstler beschäftigten sich hierbei direkt mit der zeitgenössischen Ukraine, einer historisch bedeutsamen Persönlichkeit sowie der Mythologisierung von Staat, Kultur und Zivilisation.

### Climax(1994)

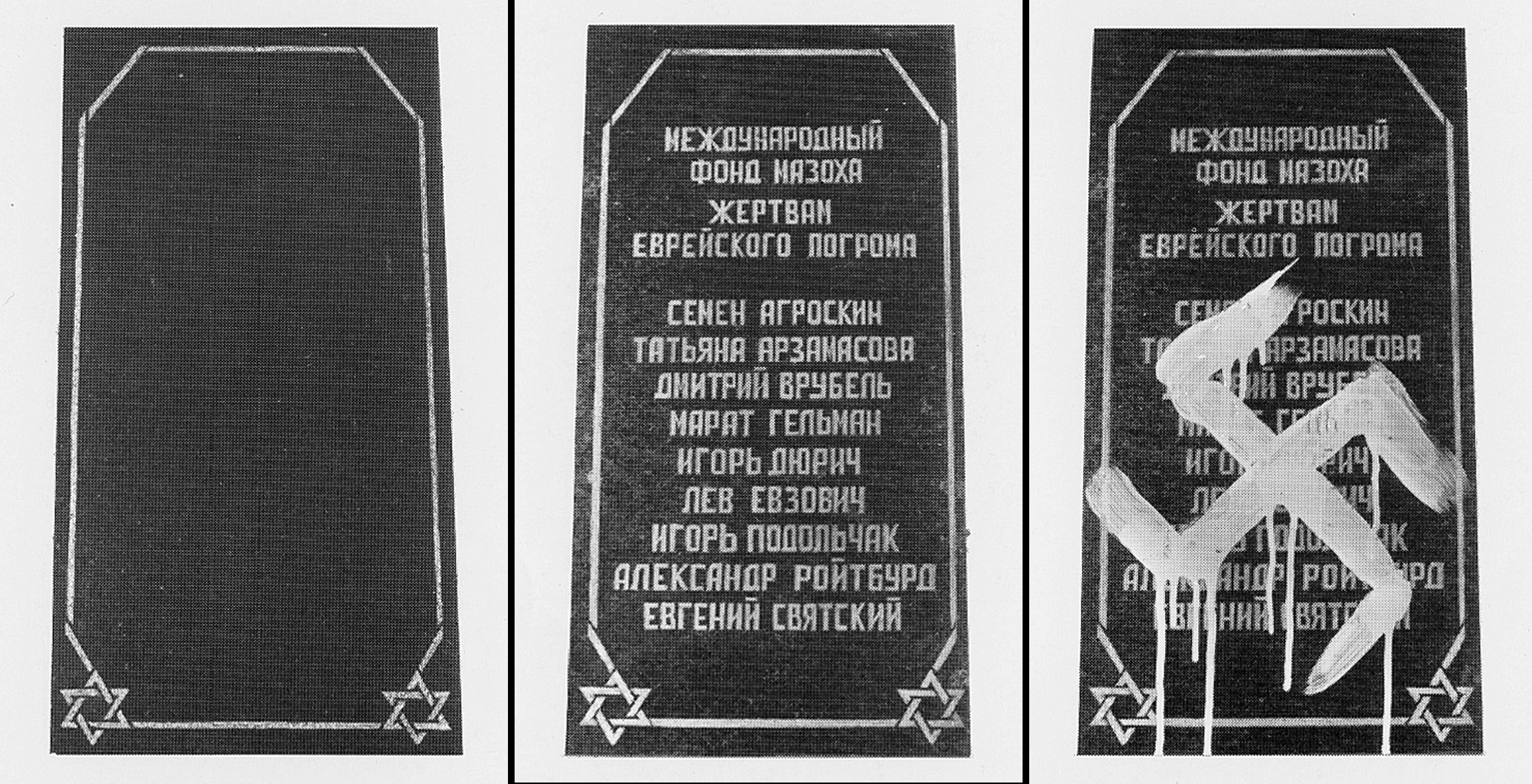
The Last Jewish Pogrom, 1995

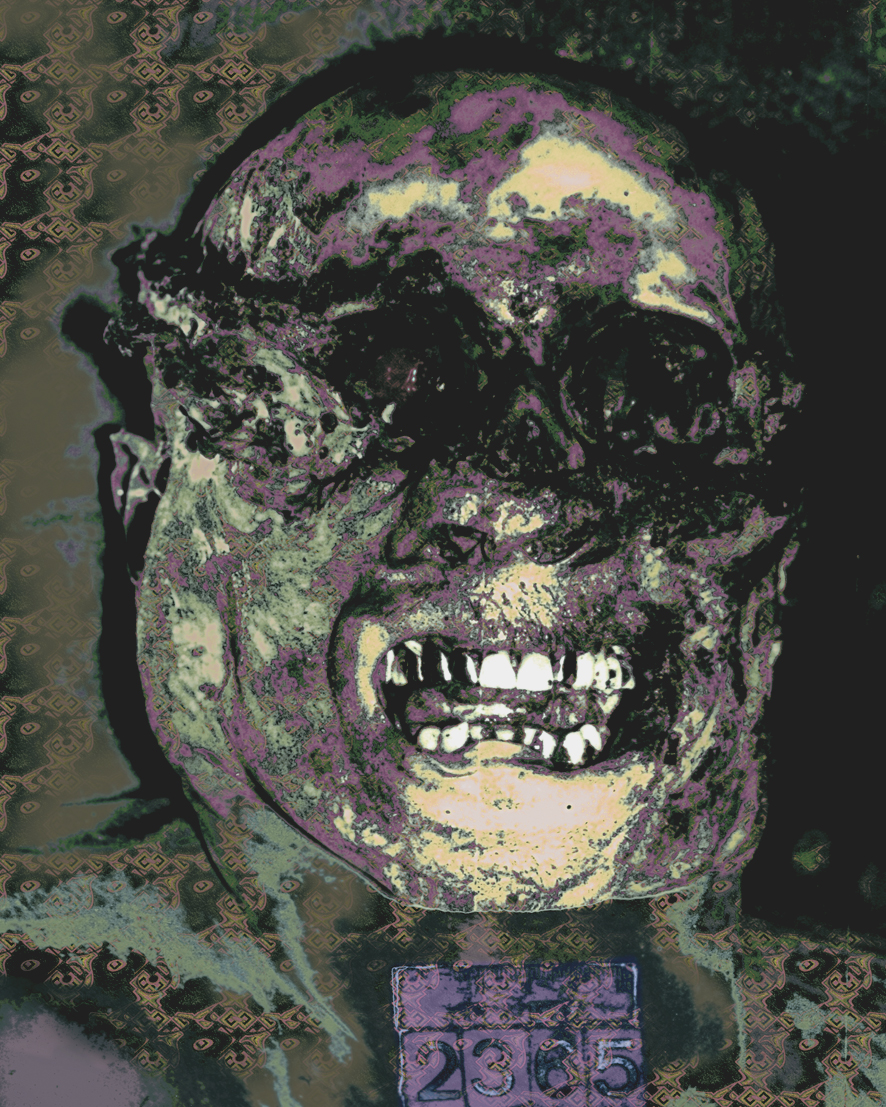
Portrait of the Death (DAHMER), aus: The Best Artists of the 20th Century, 2001

Das Projekt Climax stellten Ihor Podoltschak und Ihor Djurytsch 1994 dem US-amerikanischen Investor George Soros vor, wobei sie ihm vorschlugen, eine 40 Meter hohe Eispyramide auf dem Mount Everest zu errichten. Dadurch würde der Berg als höchster Gipfel der Erde symbolische 8.888 Meter erreichen – vier Unendlichkeitssymbole, die die humanistischen Bestreben der Menschheit repräsentieren würden. Soros lehnte allerdings humorvoll ab, sich bei dem Projekt zu beteiligen.

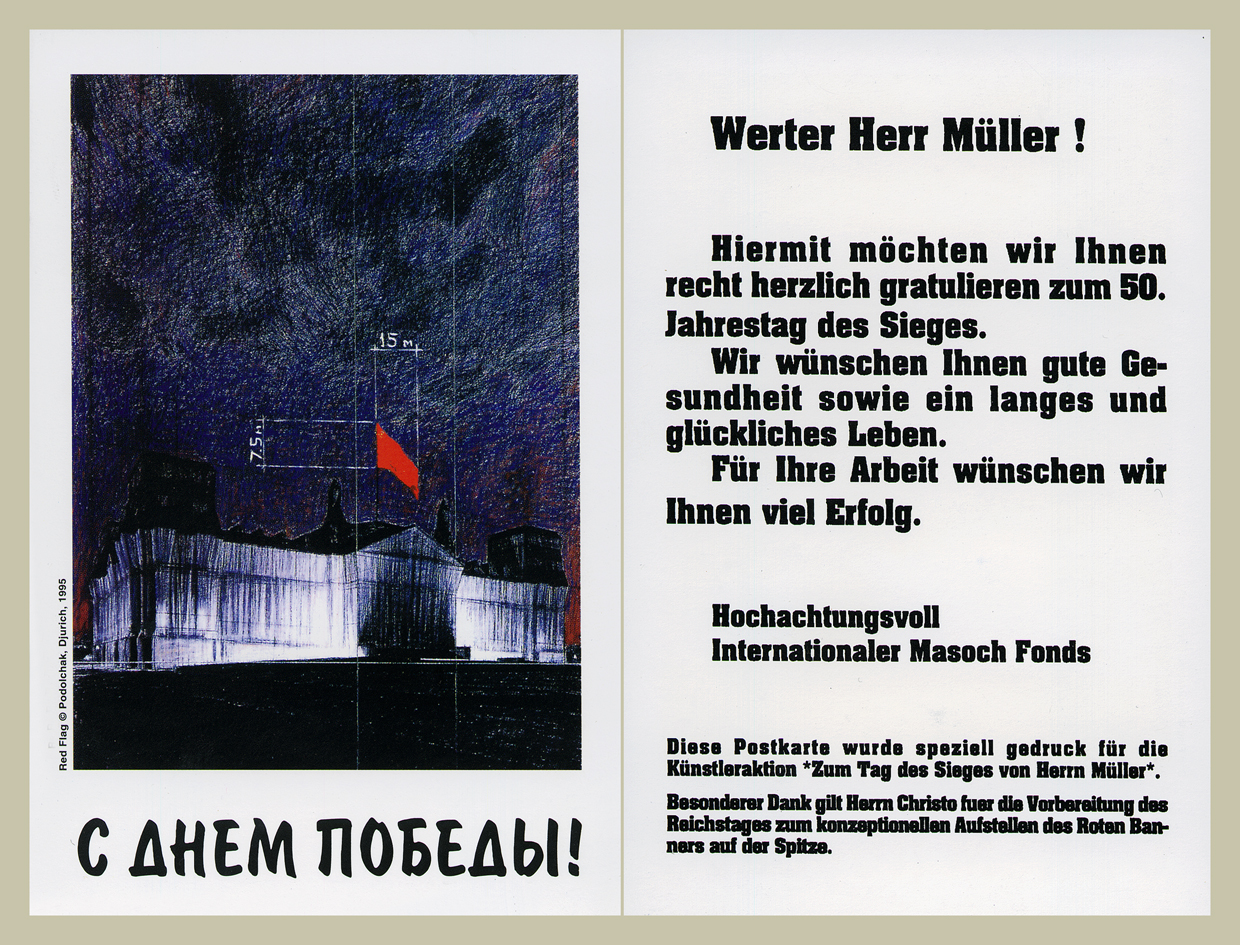
Happy Victory Day, Mr. Müller!, 1995

### Happy Victory Day, Mr. Müller!(1995)
Am 8. Mai 1995, dem Jahrestag des Ende des Zweiten Weltkrieges, schickte der Masoch Fund 5500 Grußkarten an zufällig ausgewählte Berliner Bürger, die den Nachnamen Müller trugen, den häufigsten deutschen Nachnamen. Sie bekamen Grüße des Masoch Funds mit den Worten „Happy Victory Day!“ und ein Bild des Reichstags von 1945 mit einer roten Fahne sowie ein Foto des 1995 von Christo und Jeanne-Claude verpackten Reichstags; Symbole für den Beginn und das Ende der 50-jährigen Nachkriegsgeschichte. Das Projekt dekonstruierte damit auch das Bild der „Gewinner“ und „Verlierer“ des Zweiten Weltkrieges, denn 1995 hatte Deutschland bereits wieder einen wirtschaftlich und politisch mächtigen Status erreicht, während die Sowjetunion, die den Krieg scheinbar gewonnen hatte, nicht mehr existierte.

### The Last Jewish Pogrom(1995)
The Last Jewish Pogrom wurde nicht als Kunstprojekt, sondern als reales Ereignis angekündigt. Jeder Zuschauer musste dabei zum Teilnehmer werden und entweder die Rolle des Opfers oder des Progrommachers annehmen. Die Opfer wurden nummeriert und verpflichtet, die Regeln auf dem „Pogromgelände“ einzuhalten (Raum nicht verlassen, keinen Alkohol konsumieren, o. Ä.). Die Pogrommacher dagegen erhielten am Eingang einen Schuss Wodka. Die meisten der Teilnehmer nahmen die Rolle des Opfers an. Das eigentlich Pogrom fand nicht statt. Der Masoch Fund organisierte eine Versteigerung und die Pogrommacher wurden zu Schindlern (eine Anlehnung an Oskar Schindler, dem es gelang, etwa 1200 Juden während des Zweiten Weltkriegs aus Vernichtungslagern zu retten) und erlösten die Opfer.

### The Last Concert Tour in Ukraine(2000)
The Last Concert Tour in Ukraine war eine ironische Antwort auf einen Besuch des US-amerikanischen Präsidenten Bill Clinton in der Ukraine. Der Masoch Fund fertigte dazu Plakate mit der Aufschrift „The Last Concert Tour in Ukraine“ an, auf denen Clinton als Saxophonist abgebildet war. Die offizielle Tournee des ausländischen Staatschefs wurde damit zu einer Konzertreise eines mittelmäßigen Musikers erklärt.

### The Best Artists of the 20th Century(2001)
The Best Artists of the 20th Century war eine Ausstellung, kuratiert von Jerzy Onuch. Unter den besten Künstlern wurden fiktive Werke von Politikern wie Adolf Hitler, Mao Zedong, Nikita Chruschtschow, von Wissenschaftlern wie Sigmund Freud oder Kriminellen wie Bonnie und Clyde und Al Capone präsentiert. Alle Teilnehmer des Projekts wurden nicht nur durch ihre Quasi-Kunstwerke vertreten, die in Wirklichkeit von Podoltschak geschaffen wurden, sondern auch durch personalisierte Produktmarken (z. B. ein Parfüm von Saddam Hussein oder ein Versicherungsgeschäft von Ulrike Meinhof).
Das Projekt wurde für die erste ukrainische Ausstellung auf der Biennale von Venedig 2001 ausgewählt, musste allerdings nach Einmischung des stellvertretenden Ministerpräsidenten der Ukraine Mykola Zhulynsky abgebrochen werden.

### From the Masoch Fund to the People of Ukraine(2005)
Das konzeptionelle Projekt From the Masoch Fund to the People of Ukraine stellte mehrere mögliche Szenarien für die zukünftige Entwicklung der Ukraine vor. Darunter war etwa von der malerischen Ukraine, der masochistischen Ukraine, der marginalen Ukraine, der amerikanischen Ukraine, der multimonarchischen Ukraine oder der kommerziellen Ukraine die Rede. Die Szenarien unterschieden sich in einzelnen Aspekten voneinander, so entwickelten die Künstler etwa die marginale Ukraine als ein Land, das alle Grenzen schließt, jegliche diplomatischen Beziehungen zu anderen Ländern abbricht, die nukleare Macht des Staates erneuert, die staatlichen Organe auflöst und Städte in Dörfer verwandelt. Der Vorschlag des Masoch Funds war es, ein Referendum abzuhalten und die Hauptrichtung der Entwicklung des Landes durch die Wahl eines der Projekte des Masoch Funds festzulegen.

## Ausstellungen (Auswahl)
- 2015: Borderline. Ukrainian Art 1958–2004, PinchukArtCentre, Kiew.
- 2016: Research Platform: Guilt, PinchukArtCentre, Kiew.[7]